# Джейми Маусан
Хосе Джейми Маусан Флота (на испански: José Jaime Maussan Flota), или само Джейми Маусан, е мексикански журналист и уфолог.

## Биография
Роден е в Мексико на 31 май 1953 г.

### Образование
Завършва:
- Национален университет на Мексико (1972 – 1973)
- Университет на Маями, бакалавър по радио и телевизия (1974 – 1976)

### Журналистика
- 1970 – 1971: репортер в RAM
- 1971: репортер в El Sol de Mexico
- 1972: репортер на вестник The Liking
- 1972: редактор на репортерите в мексиканската теле система
- 1973: репортер в 24 W Horas Радио
- 1977: общ координатор на телевизионна програма „Доминго Доминго“